# Putniković
Putniković – wieś w Chorwacji, w żupanii dubrownicko-neretwiańskiej, w gminie Ston. W 2011 roku liczyła 82 mieszkańców.